# 北條氏邦
北條氏邦（1541年—1597年9月19日），日本戰國時代後北條氏武將，乃是三代當主北條氏康的五男，是四代當主北條氏政的同母弟，同為今川氏親的女兒所出，幼名乙千代。

## 生平
少年時便與武藏國天神山城城主藤田康邦之女大福御前聯姻，成為藤田家的婿養子，易姓藤田並接受藤田氏的表字，元服名為氏吉，正式繼承藤田氏的居城天神山城，統領藤田軍作為後北條氏進出北關東的先鋒部隊。為了完全掌握藤田氏並更進一步擴充勢力，在岳父藤田康邦藉北條勢力入繼用土城改姓用土後，氏邦便在父親北條氏康的命令下恢復本姓北條，改名氏邦。並且在岳父年老病故後不久，便狠下心來將其嫡子連重毒殺，將藤田、用土兩氏完全併入北條家。 
永祿十一年（1568年）在北條家擊潰扇谷上杉家佔據武藏國並且於國府台之戰中大破里見、太田等軍後，北條氏邦從養父藤田氏讓與自己的天神山城中遷移至鉢形城，從此便以鉢形城為根據地。鉢形城因為與武田信玄的甲斐國境相接，北條氏邦負責與侵入北條領的武田軍最前線的攻防戰。同時父親氏康為了支援今川氏真而出兵駿河，一度將信玄逼退，為了有效對抗信玄，氏康決定與長年為關東霸權爭戰不休的上杉謙信和睦結盟，在氏邦跟兄長北條氏照的遊走盡力下，順利和睦結成相越同盟。 
為此，武田信玄命甲信、西上野的家臣出兵包圍小田原城，率大軍由武藏與部下合流進行攻勢，氏康看準信玄連年爭戰後勤疲乏無法久戰，便以不變應萬變固守小田原城，任憑信玄百般挑釁都不為所動，只待武田軍自滅。眼見氏康決定打長期戰的信玄也知自身缺點只好退兵回國。北條氏康見武田軍已退，命北條氏邦與氏照由後銜尾追擊，於武田軍在越過三増峠之際，氏照與氏邦兄弟見山縣昌景所率的赤備騎兵隊已通過志田岬，只有內藤昌豐正在指揮運糧隊通過，於是北條軍主動出擊由北條綱成打先鋒發動突擊。不料，應該已經通過志田岬退去津久井的山縣昌景竟然來了一記回馬槍，急襲北條軍的左翼，使北條軍陷入混亂，氏邦與氏照無奈轉進半原山，然後再撤回小田原。 
元龜二年（1571年），北條氏康病死，繼為當主的兄長北條氏政與武田信玄締結相甲同盟，北條氏邦主要負責北關東的最前線、專職平定上野方面的豪族。除了在武事上有貢獻，北條氏邦也積極推動領民發展養蠶、林業，使北武藏、上野成為日本的生絲主要產地。
在上杉謙信暴病身亡，當時身在上杉家為謙信養子的氏邦之弟上杉景虎與謙信外甥上杉景勝同列繼承人，兩造爆發御館之亂，北條氏邦和北條氏照帶兵前去援救，同時分兵攻打景勝派的支城，但當氏邦趕至上野沼田城時由於越後大雪一因而在一時半刻間並無法進入越後往援，北條氏邦雖順利攻佔占領沼田城，但上杉景虎已在鮫尾城兵敗自刃。
天正十年（1582年），織田信長死後，北條氏邦輔佐身為五代當主的姪兒北條氏直在神流川之戰擊敗信長所遣的關東管領瀧川一益，後北條氏重新掌握對關東的霸權。
天正十八年（1590年），豐臣秀吉平定九州後跟北條家的談判破裂後，號召全國大名大舉攻入關東。北條氏邦回到鉢形城居城與秀吉的大軍對抗。但在小田原城為豐臣軍包圍後，秀吉讓前田利家、上杉景勝為首的北國部隊聯合了本多忠勝、真田昌幸軍共五萬大軍重重圍籠鉢形城，因為本多忠勝在車山架設的大砲造成北條軍傷亡慘重，最後氏邦以保全城兵為條件開城投降，而北條氏邦也受前田利家幫助而保住性命。 
戰後，北條氏邦於城下的正龍寺剃度出家，成為前田利家的家臣，在能登津向獲得一千石，北條氏邦後於慶長二年（1597年）辭世，享年五十七歲，法名青龍寺天室宗覺，參與其葬禮人數滿山遍野，可見其生前的人望。